# 波森峰
波森峰（英語：Pawson Peak），是南極洲的山峰，位於南設得蘭群島的喬治王島，處於斯芬克斯山西北面，海拔高度250米，在1977年由英國南極名稱諮詢委員會命名，現時由南極條約體系管理。